# Liberty (condado de Outagamie, Wisconsin)
Liberty es un pueblo ubicado en el condado de Outagamie en el estado estadounidense de Wisconsin. En el Censo de 2010 tenía una población de 867 habitantes y una densidad poblacional de 10,9 personas por km².

## Geografía
Liberty se encuentra ubicado en las coordenadas 44°24′57″N 88°39′10″O / 44.41583, -88.65278. Según la Oficina del Censo de los Estados Unidos, Liberty tiene una superficie total de 79.54 km², de la cual 76.12 km² corresponden a tierra firme y (4.3%) 3.42 km² es agua.

## Demografía
Según el censo de 2010, había 867 personas residiendo en Liberty. La densidad de población era de 10,9 hab./km². De los 867 habitantes, Liberty estaba compuesto por el 99.08% blancos, el 0% eran afroamericanos, el 0.35% eran amerindios, el 0% eran asiáticos, el 0% eran isleños del Pacífico, el 0.23% eran de otras razas y el 0.35% pertenecían a dos o más razas. Del total de la población el 2.88% eran hispanos o latinos de cualquier raza.